# Dereń biały

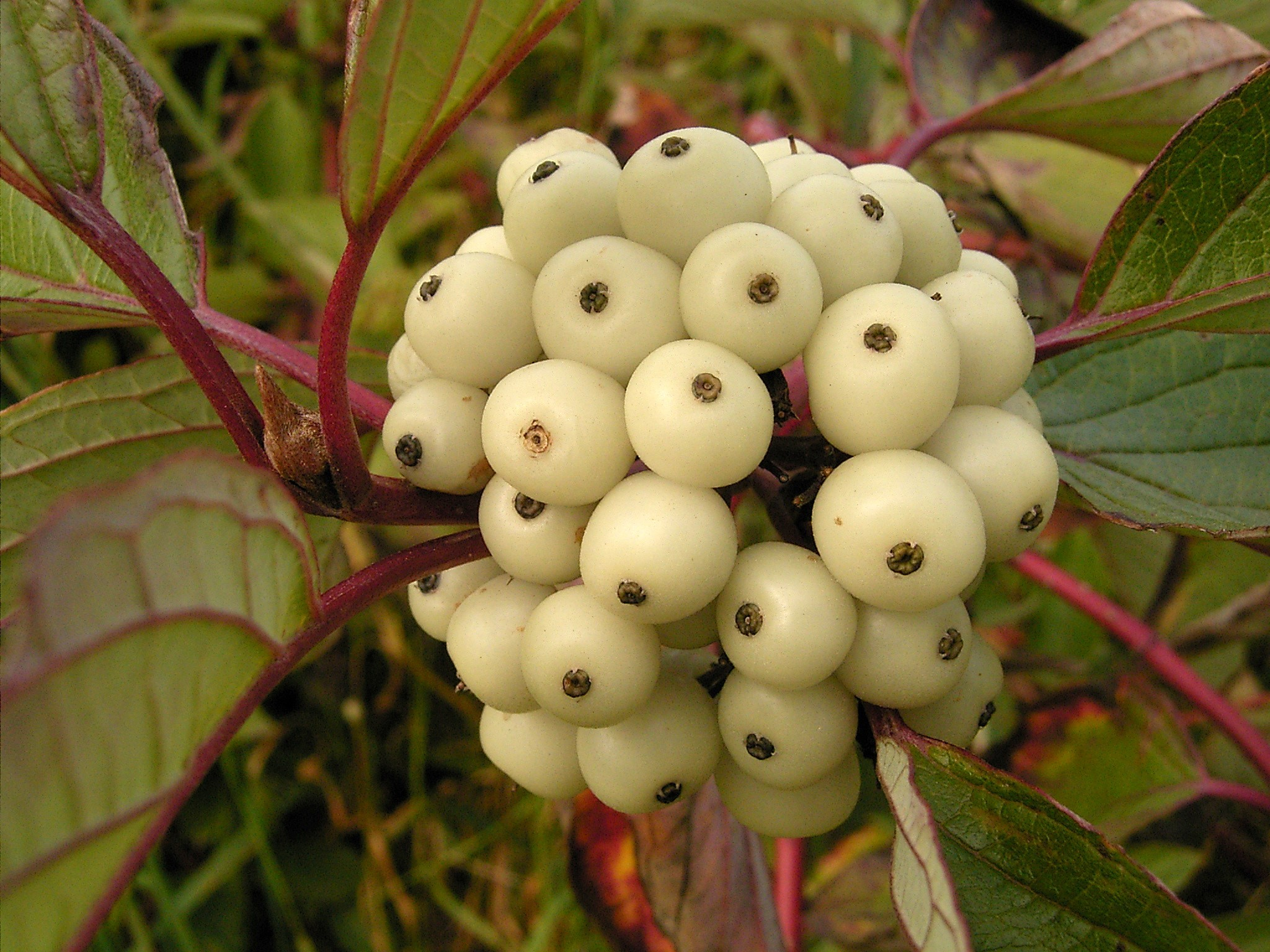
Owoce

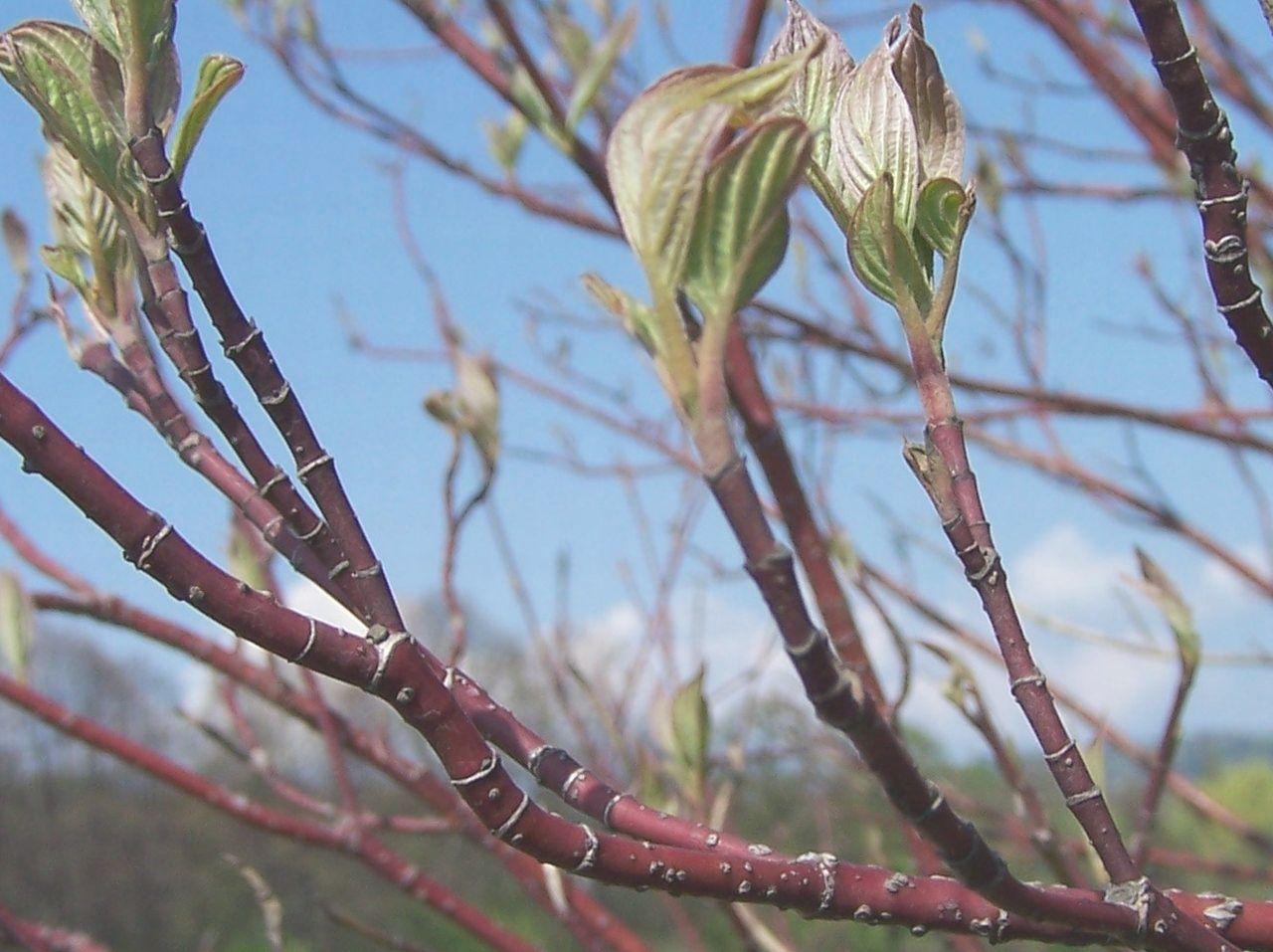
Czerwone pędy derenia białego

Dereń biały (Cornus alba L.) – gatunek krzewu z rodziny dereniowatych. Zasięg obejmuje tereny od wschodniej części Europy po wschodnie krańce Azji (Korea, Mongolia, Chiny).

## Morfologia
PokrójKrzew wysokości do 2–3 m. Rozrasta się szeroko dzięki pokładającym się i zakorzeniającym gałęziom. Na wolnych przestrzeniach i na glebach wilgotnych tworzy z biegiem lat szerokie, gęste kępy.
PędyPędy i starsze gałęzie jaskrawoczerwone, błyszczące, szczególnie intensywnie zabarwione w zimie. Kolor ten jest tym silniejszy, im krzew ma bardziej słoneczne stanowisko. Jesienią czerwonofioletowe. Młode pędy w lecie pokryte sinym nalotem.
LiścieJajowate lub jajowato-eliptyczne, u nasady zaokrąglone, długości 4–8 cm, od spodu sinozielone. Nerwów bocznych zwykle 6 par.
KwiatyŻółtawe, w niewielkich, płaskich baldachogronach średnicy 5 cm. Kwitnie od maja do czerwca, a następnie powtarza kwitnienie aż do jesieni.
OwoceSinobiałe lub niebieskawe, dojrzewają od sierpnia do października.

## Zastosowanie
Roślina ozdobna – stosowana na żywopłoty, może też być uprawiana pojedynczo lub w grupach. W dużych parkach należy sadzić pojedynczo lub w grupach na dużych powierzchniach otwartych łąk i trawników. Jest dekoracyjny również po opadnięciu liści ze względu na jaskrawoczerwone gałęzie. Istnieją też kultywary o bardziej ozdobnych od typowej formy liściach.

## Kultywary
- `Argenteomarginata` – młode liście są różowawe, a starsze mają kremowobiałe obrzeżenia
- `Aurea` – o liściach żółtych
- `Gouchaltii` – ma wyjątkowo duże, żółte liście z zielonym środkiem
- `Sibirica` – o intensywnie koralowoczerwonych pędach i liściach zielonych, jesienią przebarwiających się na czerwonobrunatno
- `Spaethii` – brzegi liści ma szeroko żółtoobrzeżone, a w pełnym słońcu nawet całkowicie żółte
- `Variegata` – o liściach z białymi plamkami. Niektóre liście są całkowicie białe.

## Uprawa
Jest wytrzymały na mrozy i mało wymagający w stosunku do gleby. Najlepiej rośnie na glebach wilgotnych, nawet podmokłych, torfiastych (łąkowych), jednocześnie jest wytrzymały na suszę i mróz. Znosi zanieczyszczenie powietrza i dobrze rośnie w miastach i w okręgach przemysłowych. Najkorzystniej rośnie w pełnym oświetleniu i najefektowniej się przebarwia. W szkółkach rozmnaża się z sadzonek zdrewniałych. Młode rośliny rosną szybko.